# Nederländernas demografi

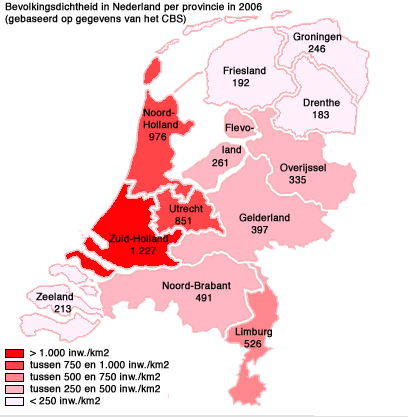
Karta över befolkningstätheten i Nederländska regioner för år 2006.

Denna artikel handlar om Nederländernas demografi.

## Befolkning
Nederländerna är ett av världens mest tätbefolkade länder. 2006 var befolkningstätheten 392 invånare per kvadratkilometer. Skillnaderna är dock stora, i storstadsområdet Randstad (Amsterdam, Rotterdam, Utrecht och Den Haag) bor upp mot 1 100 invånare per kvadratkilometer, medan de nordliga provinserna Drenthe och Friesland har knappt 200 invånare per kvadratkilometer. Av befolkningen bor 90% i städer, främst i Amsterdam (745 800 invånare), Rotterdam (603 800), Haag (476 600) och Utrecht (206 800). Den naturliga befolkningstillväxten är 0,4%, med 12 födslar på 8 dödsfall.

## Etniska grupper
Enligt mätningar gjorda under januari 2005 var 3,1 miljoner invånare i Nederländerna, 19% av den totala siffran, av utländskt ursprung. Bland dessa hade fem grupper över 300 000 invånare; indoneser eller tidigare invånare i Nederländska Indien (396 000 - 2,43%), tyskar (386 000 - 2,37%), turkar (358 000 - 2,20%), surinameser (328 000 - 2,02%) och marockaner (315 000 - 1,93%). Andra stora etniciteter är belgier, britter, forna jugoslaver och kineser samt personer från Nederländska Antillerna.
Av de 3,1 miljoner invånare med utländskt ursprung var 1,7 miljoner inte av västerländskt ursprung.
- Nederländare: 13 179 900
- Indoneser/Nederländska Indien: 395 800
- Tyskar: 386 200
- Turkar: 357 900
- Surinameser: 328 300
- Marockaner: 314 700
- Nederländska Antillerna / Aruba: 129 700
- Belgier: 112 600
- Britter: 76 200
- Forna jugoslaver: 76 100
- Kineser: 43 900
- Forna sovjeter: 43 900
- Irakier: 43 500
- Polacker: 39 500
- Afghaner: 36 700
- Iranier: 28 500
- Somalier: 21 700
- Övriga västlänningar: 291 000
- Övriga icke-västlänningar: 387 100